# Турист (остановочный пункт)
Тури́ст — остановочный пункт Савёловского направления и Большого кольца Московской железной дороги (совмещённый участок) в посёлке Деденево Дмитровского городского округа Московской области.
Станция Влахернская открыта в 1901 году, названа по Спасо-Влахернскому монастырю. В советское время утратила статус станции, в 1936 году связанное с монастырем название заменено на Турист. Используется местными жителями, дачниками посёлка Свистуха, посетителями горнолыжных баз, сотрудниками и посетителями загородного отделения 19 детской больницы им. Зацепина, работниками Канала имени Москвы. Имеется одна островная платформа. В 2008 году построен зал ожидания. Имеется билетная касса.

С 29 декабря 2020 года был запущен ретро-поезд «Яхрома» для перевозки посетителей горнолыжных курортов. Поезд следовал на регулярной основе, ежедневно, кроме понедельников. В пути делал остановку на данном остановочном пункте при движении в обе стороны, при движении в направлении Москвы поезд останавливался на остановочном пункте Окружная. Последний рейс совершён 19 марта 2021 года и в связи с окончанием работы горнолыжных курортов отменён. 

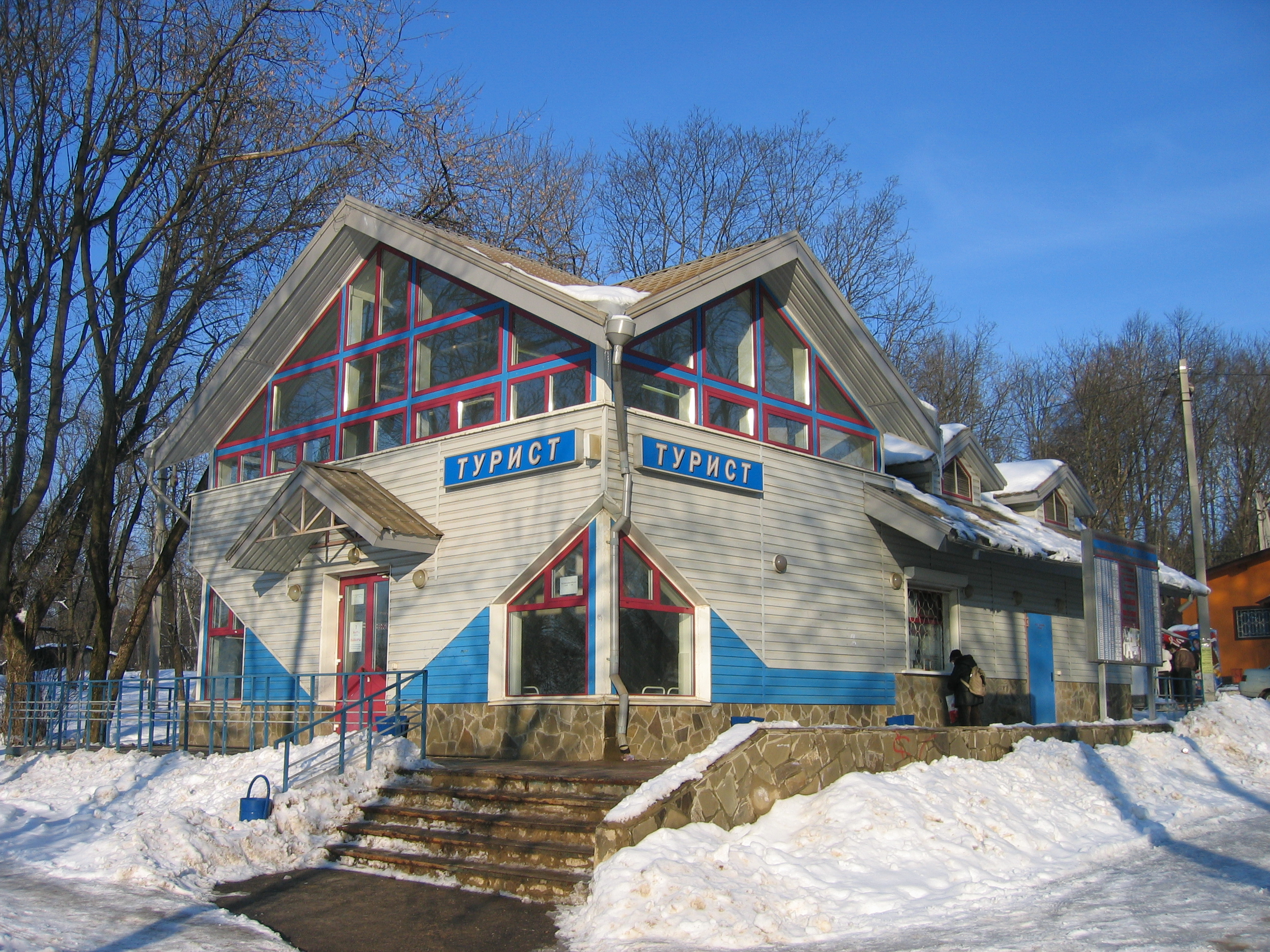

## Транспорт
Около платформы останавливается автобус

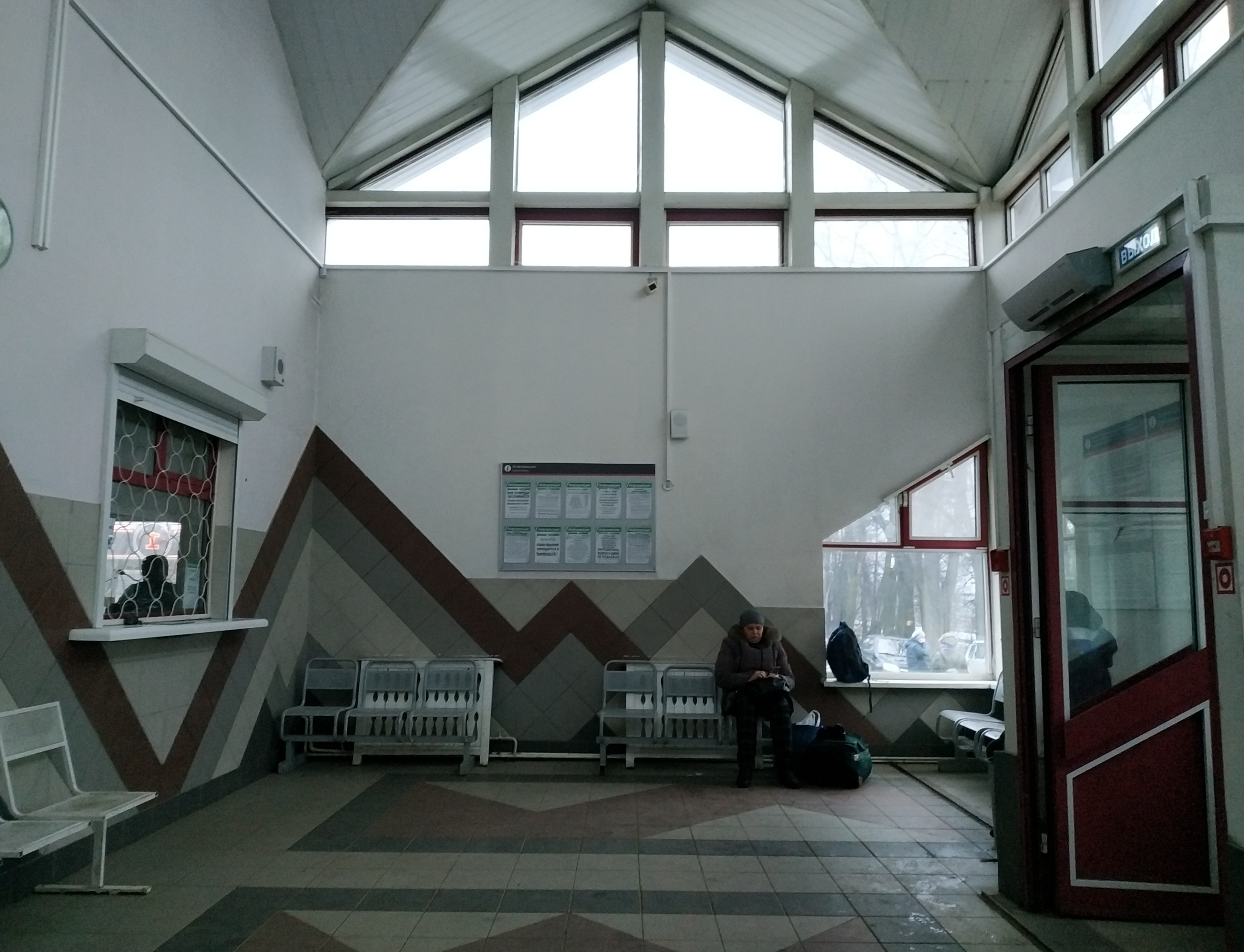
Интерьер зала ожидания

- 22 (Каналстрой — Дьяково).